# Absolute Linux
Absolute Linux（アブソリュート リナックス）はLinuxディストリビューションの一つ。
Slackwareをベースとした軽量Linuxディストリビューションである。開発者のPaul Shermanは旧型機にLinuxを組み込んで販売する計画を持っており、Slackwareをベースとして開発を始めた。最初のバージョンは2006年にSlackware 11.0をベースとして公開された。ウィンドウマネージャとしてIceWMやFluxboxを、ファイルマネージャとしてROX Filerを採用している。
初期の版はCD1枚でインストールすることができたが、バージョン14.2.1以降はCD1枚におさまらなくなっている。Slackwareと違ってx86アーキテクチャのみ対応だったが64bitに移行。2018年1月の15.0 Beta 1 からx86サポートを削除した。